# Ірині Меркурі
Ірині Меркурі (грец. Ειρήνη Μερκούρη, нар. 26 травня 1981 року, Іліо, справжнє ім'я Хрисоваланто Халілопулу, грец. Χρυσοβαλάντω Χαλιλοπούλου) — популярна грецька співачка.

## Творча біографія
Ірині Меркурі народилася в родині музикантів. Після успішної участі у конкурсі талантів підписала контракт з рекординговою компанією Sony Music. Після цього у листопаді 2001 року Ірина Меркурі випустила свій перший сольний альбом під назвою «Να φυσάει η Άνοιξη», який включив дует з Антонісом Ремосом «Δυο μας».
2004 року вона співпрацювала із співаком Сарбель, учасником Євробачення від Греції, а також випустила другий альбом під назвою «Παλίρροια». Третій альбом співачки вийшов 2006 року і мав назву «Άργησες».
В травні 2010 року вийшов новий альбом Ірині Меркурі під назвою «Ανωτερώτητα».

## Дискографія
Альбоми
- 2001 — "Να Φυσάει Η Άνοιξη"
- 2003 — "Mείνε Μαζί Μου Απόψε"
- 2004 — "Παλίρροια"
- 2005 — "Ανετα"
- 2006 — "Άργησες"

### Дуети
- 2001 — (feat. Антоніс Ремос) «"Δυο Μας"»
- 2001 — (feat. Костас Доксас) «"Όσα Φέρνει Η Ώρα"»
- 2005 — (feat. Сарбель) «"Σε Πήρα Σοβαρά"»
- 2005 — (feat. Сарбель) «"Αγάπη Μου Εσύ"»
- 2005 — (feat. Периклис Стерианнудис) «"Μικρή Μου Αρχόντισσα"»
- 2006 — (feat. Христос Пазіс) «"Άργησες"»
- 2007 — (feat. Василіс Каррас) «"Εμείς Οι Δύο"»

### Пісні
- 2008: "Ναι"
- 2009: "Φαρμακείο"
- 2010: "Ανωτερώτητα"
- 2010: "Αφιλόξενο Τοπίο"
- 2011: "Οι Πράξεις Είναι Που Μετράνε"
- 2012: "Η Ελπίδα Πεθαίνει Τελευταία"
- 2013: "Για Σένα Λιώνω"
- 2013: "Πριν Φύγεις"
- 2014: "Μας Τελείωσε"
- 2015: "Ζω Για Μένα"
- 2023: "Κατάλληλη Στιγμή"